# Awadż
Awadż (arab. عوج) – miasto w Syrii, w muhafazie Hama. W 2004 roku liczyło 4222 mieszkańców.